# شجاعة

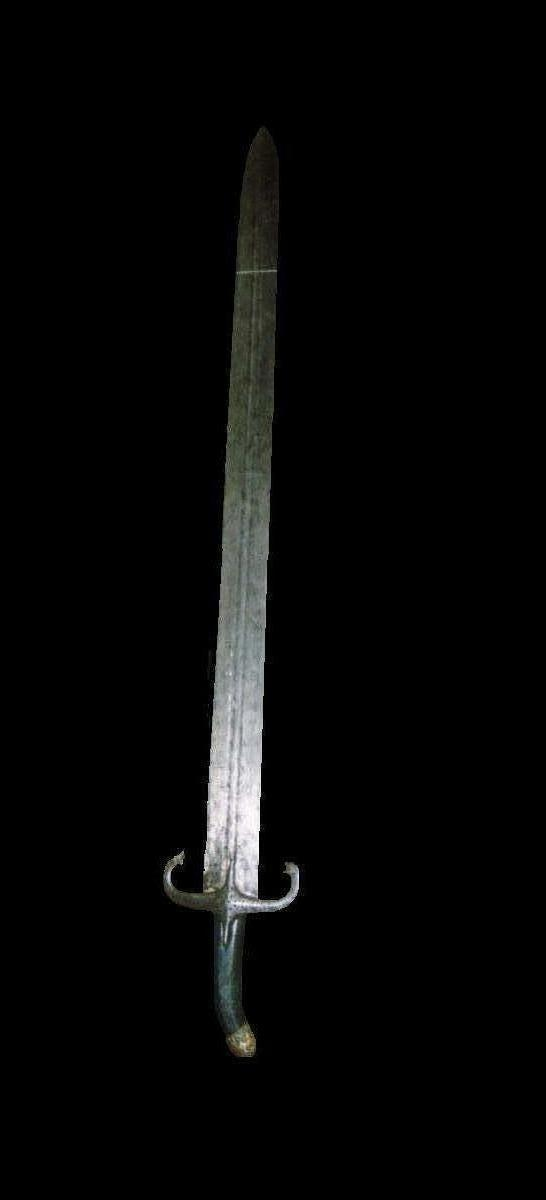
سيف الخليفة عمر.

الشجاعة وتسمى أيضًا الجسارة و الجأش هي الاختيار والاستعداد لمواجهة الألم أو الخطر أو عدم اليقين أو التخويف. فالبسالة هي أيضا هي مرادف للشجاعة وتستخدم في سياق الحديث عن المعارك.  
الشجاعة الجسدية هي الشجاعة في مواجهة الألم الجسدي، أو المشقة، أو حتى الموت، أو التهديد بالموت؛ في حين أن الشجاعة الأخلاقية هي القدرة على التصرف وفقًا لما هو صواب على الرغم من مواجهة المعارضة الشعبية، أو العار، أو الفضيحة، أو الإحباط، أو الخسارة الشخصية. إن فضيلة الثبات الكلاسيكية، المعروفة باسم أندريا أو فورتيتودو، هي أيضًا مرادفة لـ "الشجاعة" ولكنها تشمل عناصر المثابرة والصبر.  
في التقليد الغربي، جاءت أفكار ملحوظة حول الشجاعة من الفلاسفة مثل سقراط، وأفلاطون، وأرسطو، وتوما الأكويني، وكيركجارد، بالإضافة إلى المعتقدات والنصوص المسيحية. في التقليد الهندوسي، تزخر الروايات الأسطورية بالعديد من الأمثلة على الشجاعة والبسالة، وتعرض أمثلة على الشجاعة الجسدية والأخلاقية. في التقليد الشرقي، يقدم النص الصيني تاو تي تشينغ قدرًا كبيرًا من الأفكار حول الشجاعة الجسدية والمعنوية.

## معنى الشجاعة
- في اللغة:

يرد معناها إلى أصل واحد هو الجرأة و الإقدام. في لسان العرب: شَجُع شجاعة: اشتد عند بأس، و الشجاعة: شدة القلب في البأس، و من يتصف بهذا الخلق يقال له : شَجاع وشِجاع و شُجاع وأشجع و شَجع وشَجيع و شِجَعَة ويُجمع على : شُجْعان وشِجعان و شَجَعَاء وشِجَعَة و شِجْعَة وشَجْعَة و شُجْعَة وشِجَاع و المرأة شِجَاعَة وشَجِعَة و شَجِيعَة وشَجْعَاء.
- في الاصطلاح:

قيل الشجاعة هي: (الإقدام على المكاره، والمهالك، عند الحاجة إلى ذلك، وثبات الجأش عند المخاوف، والاستهانة بالموت).
وقال ابن حزم: (حد الشَّجَاعَة هو بذل النفس للموت، عن الدين، والحريم، وعن الجار المضطهد، وعن المستجير المظلوم، وعن الهضيمة ظلمًا في المال، والعرض، وفي سائر سبل الحق، سواء قلَّ من يعارض أو كثر).

## الفرق بين الشجاعة وغيرها من الصفات المتقاربة

### الفرق بين الشجاعة والقوة
(كثير من الناس تشتبه عليه الشجاعة بالقوة وهما متغايران، فإن الشجاعة هي ثبات القلب عند النوازل وإن كان ضعيف البطش.
وكان أبو بكر الصديق أشجع الأمة بعد رسول الله ﷺ وكان عمر بن الخطاب وغيره أقوى منه، ولكن برز على الصحابة كلهم بثبات قلبه في كل موطن من المواطن التي تزلزل الجبال، وهو في ذلك ثابت القلب، ربيط الجأش، يلوذ به شجعان الصحابة وأبطالهم، فيثبتهم، ويشجعهم).

### الفرق بين البسالة والشَّجَاعَة
(أنَّ أصل البَسْل: الحرام، فكأن الباسل يتعذَّر على أحد أو يحرم عليه أن يصيبه في الحرب بمكروه؛ لشدته فيها وقوته.
والشَّجَاعَة: الجرأة، والشُّجاع: الجريء، المقدام في الحرب ضعيفًا كان أو قويًّا، والجرأة قوة القلب الداعي إلى الإقدام على المكاره، فالشَّجَاعَة تنبئ عن الجرأة، والبسالة تنبئ عن الشدَّة.

### الفرق بين الشَّجَاعَة والجرأة
(أنَّ الشَّجَاعَة من القلب، وهي ثباته واستقراره عند المخاوف، وهو خلق يتولد من الصبر وحسن الظن، فإنَّه متى ظن الظفر وساعده الصبر ثبت، كما أنَّ الجبن يتولد من سوء الظن وعدم الصبر، فلا يظن الظفر ولا يساعده الصبر.
وأما الجرأة: فهي إقدام، سببه قلة المبالاة، وعدم النظر في العاقبة، بل تقدم النفس في غير موضع الإقدام معرضة عن ملاحظة العارض، فإمَّا عليها، وإمَّا لها).

## مراتب الشجاعة
تحدث ابن القيم عن مراتب الشجعان فقال:
(أوَّل مراتبهم: الهُمام؛ وسمي بذلك لهمته وعزمه، وجاء على بناء فُعَال كشجاع.
الثاني: المِقْدام؛ وسمي بذلك من الإقدام، وهو ضد الإحجام وجاء على أوزان المبالغة، كمعطاء، ومنحار، لكثير العطاء، والنحر، وهذا البناء يستوي فيه المذكر والمؤنث، كامرأة معطار كثيرة التعطر، ومذكار تلد الذكور.
الثالث: الباسل؛ وهو اسم فاعل من بسل يبسل، كشرف يشرف، والبسالة الشَّجَاعَة والشدة، وضدها فشل يفشل فشالة، وهي على وزنها فعلًا ومصدرًا وهي الرذالة.
الرابع: البطل؛ وجمعه أبطال وفي تسميته قولان:
- أحدهما: لأنَّه يبطل فعل الأقران، فتبطل عند شجاعة الشجعان، فيكون بطل بمعنى مفعول في المعنى؛ لأنَّ هذا الفعل غير متعد.
- والثاني: أنَّه بمعنى فاعل لفظًا ومعنى؛ لأنَّه الذي يبطل شجاعة غيره فيجعلها بمنزلة العدم، فهو بطل بمعنى مبطل.

ويجوز أن يكون بطل بمعنى مبطل بوزن مكرم، وهو الذي قد بطله غيره، فلشجاعته تحاماه النَّاس، فبطلوا فعله باستسلامهم له، وترك محاربتهم إياه.
الخامس: الصنديد (بكسر الصاد).

## في الإسلام

### الحث على الشجاعة في القرآن
- قال سبحانه (في سورة البقرة): ﴿وَقَاتِلُوا فِي سَبِيلِ اللَّهِ الَّذِينَ يُقَاتِلُونَكُمْ وَلَا تَعْتَدُوا إِنَّ اللَّهَ لَا يُحِبُّ الْمُعْتَدِينَ ۝١٩٠﴾ [البقرة:190].
- وأمر الله المسلمين بالثبات في الجهاد فقال:﴿يَا أَيُّهَا الَّذِينَ آمَنُوا إِذَا لَقِيتُمْ فِئَةً فَاثْبُتُوا وَاذْكُرُوا اللَّهَ كَثِيرًا لَعَلَّكُمْ تُفْلِحُونَ ۝٤٥﴾ [الأنفال].
- وقال تعالى (في سورة الأنفال): ﴿وَمَنْ يُوَلِّهِمْ يَوْمَئِذٍ دُبُرَهُ إِلَّا مُتَحَرِّفًا لِقِتَالٍ أَوْ مُتَحَيِّزًا إِلَى فِئَةٍ فَقَدْ بَاءَ بِغَضَبٍ مِنَ اللَّهِ وَمَأْوَاهُ جَهَنَّمُ وَبِئْسَ الْمَصِيرُ ۝١٦﴾ [الأنفال:16].

يأمر الله سبحانه وتعالى المسلمين بالقتال في سبيله، والثبات عليه، والإقدام في الحروب، وعدم الجبن.
- وقال سبحانه أيضاً في نفس السورة: ﴿يَا أَيُّهَا النَّبِيُّ حَرِّضِ الْمُؤْمِنِينَ عَلَى الْقِتَالِ إِنْ يَكُنْ مِنْكُمْ عِشْرُونَ صَابِرُونَ يَغْلِبُوا مِائَتَيْنِ وَإِنْ يَكُنْ مِنْكُمْ مِائَةٌ يَغْلِبُوا أَلْفًا مِنَ الَّذِينَ كَفَرُوا بِأَنَّهُمْ قَوْمٌ لَا يَفْقَهُونَ ۝٦٥﴾ [الأنفال:65].

قال السعدي: (يقول تعالى لنبيه ﷺ: "يَا أَيُّهَا النَّبِيُّ حَرِّضِ الْمُؤْمِنِينَ عَلَى الْقِتَالِ" أي: حثهم وأنهضهم إليه بكل ما يقوي عزائمهم وينشِّط هممهم، من الترغيب في الجهاد، ومقارعة الأعداء، والترهيب من ضد ذلك، وذكر فضائل الشَّجَاعَة والصبر، وما يترتب على ذلك من خير في الدنيا والآخرة، وذكر مضار الجبن، وأنه من الأخلاق الرذيلة المنقصة للدين والمروءة، وأنَّ الشَّجَاعَة بالمؤمنين أولى من غيرهم).

### الحث على الشجاعة في السنة النبوية
روي عن أبي هريرة  أن رسول اللّه ﷺ قال: 
| شجاعة | المؤمن القوي خيرٌ وأحبُّ إلى الله من المؤمن الضعيف، وفي كلٍّ خير، احرص على ما ينفعك، واستعن بالله ولا تعجز، وإن أصابك شيء فلا تقل لو أنِّي فعلت كان كذا وكذا، ولكن قل قدَّر الله وما شاء فعل، فإنَّ لو تفتح عمل الشيطان. | شجاعة |

قال النووي: (والمراد بالقوة هنا، عزيمة النفس والقريحة في أمور الآخرة، فيكون صاحب هذا الوصف أكثر إقدامًا على العدو في الجهاد، وأسرع خروجًا إليه، وذهابًا في طلبه، وأشد عزيمة في الأمر بالمعروف والنهي عن المنكر، والصبر على الأذى في كل ذلك، واحتمال المشاق في ذات الله تعالى، وأرغب في الصلاة، والصوم، والأذكار، وسائر العبادات، وأنشط طلبًا لها، ومحافظةً عليها، ونحو ذلك).
- وعن عمرو بن ميمون الأودي قال: كان سعد يعلِّم بنيه هؤلاء الكلمات، كما يعلم المعلم الغلمان الكتابة ويقول: | شجاعة | (إنَّ رسول الله ﷺ كان يتعوذ منهن دبر الصلاة: اللهم إني أعوذ بك من الجبن، وأعوذ بك أن أرد إلى أرذل العمر، وأعوذ بك من فتنة الدنيا، وأعوذ بك من عذاب القبر، فحدثت به مصعبًا فصدقه). | شجاعة |

قال المهلب: (أما استعاذته ﷺ من الجبن، فإنَّه يؤدي إلى عذاب الآخرة؛ لأنَّه يفر من قرنه في الزحف فيدخل تحت وعيد الله لقوله: ((وَمَن يُوَلِّهِمْ يَوْمَئِذٍ)) [الآية 16 في الأنفال]، وربما يفتن في دينه، فيرتد لجبن أدركه).
- وعن عبادة بن الوليد بن عبادة عن أبيه عن جده قال: | شجاعة | بايعنا رسول الله ﷺ على السمع والطاعة، في العسر واليسر، والمنشط والمكره، وعلى أثرة علينا، وعلى أن لا ننازع الأمر أهله، وعلى أن نقول بالحق أينما كنا، لا نخاف في الله لومة لائم. | شجاعة |

### أقوال السلف والعلماء في الشجاعة
| الجبن والشَّجَاعَة غرائز في النَّاس، تلقى الرجل يقاتل عمن لا يعرف، وتلقى الرجل يفر عن أبيه.. |
| —عمر بن الخطاب                                                                         |

- قال أبو بكر الصديق لخالد بن الوليد : | شجاعة | احرص على الموت، توهب لك الحياة. | شجاعة |
- وقيل لبعضهم: ( ما الشَّجَاعَة؟ فقال: صبر ساعة.)
- وقال بعض أهل التجارب: « الرجال ثلاثة: فارس، وشجاع، وبطل، فالفارس: الذي يشد إذا شدوا، والشجاع: الداعي إلى البراز والمجيب داعيه، والبطل: الحامي لظهور القوم إذا ولَّوا.»

| الفزعات ثلاثة: فمن كانت فزعته في رجليه، فذاك الذي لا تقله رجلاه، ومن كانت فزعته في رأسه، فذاك الذي يفر عن أبويه، ومن كانت فزعته في قلبه، فذاك الذي لا يقاتل. |
| —عمرو بن معديكرب |

- وكتب زياد إلى عبد الله بن عباس : « أن صف لي الشَّجَاعَة، والجبن، والجود، والبخل، فكتب إليه: كتبت تسألني عن طبائع، رُكِّبت في الإنسان تركيب الجوارح، اعلم أنَّ الشجاع يقاتل عمن لا يعرفه، والجبان يفر عن عرسه، وأن الجواد يعطي من لا يلزمه، وأن البخيل يمسك عن نفسه.[17]»
- وقالوا: (حد الشَّجَاعَة سعة الصدر، بالإقدام على الأمور المُتْلِفة)[18]

- وقال بعض الحكماء: (جسم الحرب: الشَّجَاعَة، وقلبها: التدبير، ولسانها: المكيدة، وجناحها: الطاعة، وقائدها: الرفق، وسائقها: النصر).
| «                           | الشَّجَاعَة والسخاء أخوان، فمن لم يجد بماله، فلن يجود بنفسه | » |
| — الذهبي, سير أعلام النبلاء |                                                         |   |